# Полезен идиот
Полезен идиот (на английски: useful idiot; на руски: полезный идиот) в политическия жаргон е термин, използван по адрес на хора, симпатизиращи или пропагандиращи каузи, чиято същност те самите не разбират напълно. Типичен пример са граждани, симпатизиращи на Съветския съюз през времето на Студената война: човекът, за когото се използва този термин, наивно си мисли, че е приятел на Съветския съюз или другите социалистически страни, но в самия Съветски съюз към такива хора са се отнасяли с презрение и цинично са ги използвали за целите на комунистическата пропаганда.
В наши дни терминът има по-широко значение – той включва и други хора, особено тези, които се изявяват като поддръжници на зла кауза, за която наивно вярват, че е добра. Както пише BBC, „Полезни идиоти в широкия смисъл на думата, са журналисти от Запада, пътешественици и интелектуалци, които дават своята благословия на тираните, като по този начин убеждават политиците и обществеността, че в тези тиранични страни царува утопията, а не концлагерите.

## Произход на термина
Авторството на термина се приписва на Ленин.
Според Грант Харис, старши референт в Библиотеката на Конгреса на САЩ, фразата отсъства в публикуваните трудове на Ленин. Други твърдят, че е дело на Карл Радек.
Статия в Ню Йорк Таймс от 1948 г. за съвременната италианска политика документира термина, използван в социалдемократическия вестник Уманита.
Документалното предаване на Би Би Си Полезни идиоти назовава няколко известни автори като „полезните идиоти“ на Сталин, между тях Хърбърт Уелс, Дорис Лесинг, Джордж Бърнард Шоу и др.